# Kaoru Hana wa Rin to Saku
Kaoru Hana wa Rin to Saku (japonês: 薫る花は凛と咲く; conhecido em inglês como The Fragrant Flower Blooms with Dignity) é uma série de mangá escrita e ilustrada por Saka Mikami. Começou a ser serializada no aplicativo e website Magazine Pocket da Kodansha em outubro de 2021, com seus capítulos compilados em 18 volumes de tankōbon até agosto de 2025. Uma adaptação em série de televisão de anime produzida pelo CloverWorks estreou em julho de 2025.

## Enredo
A Escola Pública Chidori e a Academia Particular Kikyo para Meninas são vizinhas, mas têm reputações contrastantes. A Chidori matricula meninos delinquentes de classe baixa, e a Kikyo é uma academia de prestígio que matricula meninas honradas e nobres. As escolas têm uma rivalidade de longa data.
Rintaro Tsumugi, um estudante da Chidori, atende a cliente Kaoruko Waguri na padaria de sua família. Ele fica surpreso ao ver Kaoruko perceber sua gentileza e, mais tarde, a salva do assédio de delinquentes. Rintaro descobre, para seu choque, que Kaoruko frequenta a Academia Particular Kikyo. Eles aspiram a aprender um com o outro à medida que seu relacionamento evolui.

## Personagens

### Protagonistas
Rintaro Tsumugi (紬 凛太郎, Tsumugi Rintarō)
Voz por: Yuma Uchida (PV), Yoshinori Nakayama (anime)
Um estudante alto e bem-intencionado da Escola Pública Chidori, considerado intimidador pelos outros. Ele tem baixa autoestima, muitas vezes presumindo que seria visto como um delinquente. Ele trabalha na padaria da família, onde conhece Kaoruko e fica surpreso por ela notar sua gentileza em vez de sua aparência intimidadora e sua afiliação escolar. Por causa disso, ele se apaixona por ela de forma gradual e constante. Como Kaoruko gosta muito de comer os bolos feitos em sua loja, depois que os dois começam a namorar, ele tenta fazer alguns para ela, a fim de vê-la sorrir.
Kaoruko Waguri (和栗 薫子, Waguri Kaoruko)
Voz por: Azumi Waki (PV), Honoka Inoue (anime)
Uma jovem estudante gentil e atenciosa de uma família humilde, matriculada na Academia Privada Kikyo com uma bolsa de estudos. Ela se destaca nas notas e é muito respeitada pelos colegas. Depois de conhecer Rintaro em uma noite fatídica em sua confeitaria, quando ele lhe demonstrou uma gentileza e um consolo avassaladores em meio a momentos de aflição, ela se torna cliente regular da padaria e percebe a natureza bondosa de Rintaro em vez de sua aparência intimidadora, apaixonando-se por ele logo após descobrir que ele estuda na escola ao lado da sua. Ela é uma gulosa pelos doces da padaria.

### Escola Pública Chidori
Shōhei Usami (宇佐美 翔平, Usami Shōhei)
Voz por: Kikunosuke Toya
Amigo e colega de classe extrovertido e enérgico de Rintaro. Às vezes, ele é tonto, atencioso e promove uma atmosfera positiva entre os amigos. Ele não guarda rancor das alunas da Academia Particular Kikyo.
Saku Natsusawa (夏沢 朔, Natsusawa Saku)
Voz por: Koki Uchiyama
Amigo inteligente e colega de classe de Rintaro, que dá aulas particulares para Rintaro e Shōhei para as provas. Tímido, introvertido e cínico, ele faz comentários sarcásticos sobre quem zomba de seus amigos, embora tenha boas intenções e tenha dificuldade em expressar seus pensamentos.
Ayato Yorita (依田 絢斗, Yorita Ayato)
Voz por: Hiiro Ishibashi
Amigo e colega de classe de Rintaro, bem-humorado e perspicaz, com quem ele às vezes zomba dos outros, mas não se contém contra aqueles que machucam seus amigos. Proficiente em autodefesa, ele tenta evitar recorrer à violência.

### Academia Particular Kikyo para Meninas
Subaru Hoshina (保科 昴, Hoshina Subaru)
Voz por: Aya Yamane
Amiga de infância e colega de classe de Kaoruko, tímida com garotos por ter sofrido bullying no passado. Ela admira Kaoruko depois que ela a enfrentou e faz de tudo para protegê-la. Inicialmente hostil a Rintaro e seus amigos, ela se aproxima deles depois de saber de sua bondade.
Madoka Yuzuhara (柚原 円蚊, Yuzuhara Madoka)
Amiga e colega de classe de Kaoruko, que não nutre ressentimentos pelos alunos da Chidori, sendo indiferente à rivalidade escolar. Ela se aproxima de Rintaro e seus amigos.
Chisa Minamoto (源 千紗, Minamoto Chisa)
Amiga e colega de classe de Kaoruko.
Ayumi Sawatari (沢渡 亜由美, Sawatari Ayumi)
Amiga e colega de classe de Kaoruko.
Suzuka Asakura (浅倉 錫蚊, Asakura Suzuka)
Amiga e colega de classe de Kaoruko.

### Personagens secundários

#### Família Tsumugi
Kyoko Tsumugi (紬 杏子, Tsumugi Kyōko)
Voz por: Yoko Hikasa
A mãe de Rintaro, que administra a padaria da família com o marido e se importa profundamente com Rintaro.
Keiichiro Tsumugi (紬 圭一郎, Tsumugi Keīchirō)
O pai de Rintaro, que é o humilde padeiro-chefe. Embora geralmente letárgico por se dedicar ao trabalho, ele também se importa com Rintaro.
Sotaro Tsumugi (紬 颯太郎, Tsumugi Sōtarō)
O irmão mais velho de Rintaro, que trabalha como esteticista.

#### Família Waguri
Fuko Waguri (和栗 風子, Waguri Fuko)
A mãe de Kaoruko.
Yosuke Waguri (和栗洋介, Waguri Yōsuke)
O pai de Kaoruko.
Kosuke Waguri (和栗康介, Waguri Kosuke)
O irmão mais novo de Kaoruko.

#### Outros personagens
Mio Natsusawa (夏沢 美緒, Natsusawa Mio)
A irmã mais nova de Saku.
Satsuki Nabata (菜畑 皐月, Nabata Satsuki)
Uma estudante do ensino médio que foi colega de classe de Rintaro no ensino fundamental.

## Mídias

### Mangá
Escrito e ilustrado por Saka Mikami, Kaoru Hana wa Rin to Saku teve sua serialização iniciada através do aplicativo e website Magazine Pocket, da Kodansha, em 20 de outubro de 2021. Até agosto de 2025, a série já foi compilada em 18 volumes.
A Kodanasha publica a série em inglês através da plataforma K Manga. Durante a Anime Expo de 2023, a Kodansha USA anunciou que a série seria publicada impressa a partir do segundo trimestre de 2024.
| 1. Rintarō to Kaoruko (凛太郎と薫子) 2. Chidori to Kikyō (千鳥と桔梗) 3. Shiken Benkyō (試験勉強) 4. Kaoruko no Tomodachi (薫子の友達) 5. Benkyō-kai (勉強会) |

| 1. Hoshina Subaru (保科昴) 2. Kokoro no Ondo (心の温度) 3. Yon-nin no Yūjō (4人の友情) 4. Waguri-san no Sonzai (和栗さんの存在) 5. Daikirai (大嫌い) 6. 'Daisuki (大好き) 7. Rintarō to Subaru (凛太郎と昴) 8. Kāsan (母さん) |

| 1. Daisuki na Ibasho (大好きな居場所) 2. Kakkoī Otoko (かっこいい男) 3. Supōtsu Taikai (スポーツ大会) 4. Yukidoke (雪解け) 5. Suizokukan (水族館) 6. Kanjō no Shōtai (感情の正体) 7. Amagumo Saru (雨雲去る) 8. Kinpatsu to Piasu (金髪とピアス) |

| 1. Haha no Omoi (母の思い) 2. Roku-nin de Benkyō-kai (6人で勉強会) 3. Kāten no Mukō-gawa (カーテンの向こう側) 4. Shoka no Nayami (初夏の悩み) 5. Yorita to Rintarō (依田と凛太郎) 6. Gurūputōku (グループトーク) 7. Waguri-san no Tanjōbi (和栗さんの誕生日) 8. Shichigatsu Nijūninichi (7月22日) |

| 1. Tanjōbi Tōjitsu (誕生日当日) 2. Kēki no Kansō (ケーキの感想) 3. Natsuyasumi no Sugoshikata (夏休みの過ごし方) 4. Umibe no Madoi (海辺の惑い) 5. Koko ni Itai (ここにいたい) 6. Senkō Hanabi (線香花火) 7. Sukidesu (好きです) 8. Natsu Matsuri (夏祭り) |

| 1. Rintarō no Omoi (凛太郎の想い) 2. Kokuhaku (告白) 3. Kaoruko to Rintarō (薫子と凛太郎) 4. Kokuhaku no Yokuasa (告白の翌朝) 5. Henka (変化) 6. Futari de Kaimono (二人で買い物) 7. Hōkoku (報告) 8. Natsusawa no Tanjōbi (夏沢の誕生日) |

| 1. Tanjōbi Purezento (誕生日プレゼント) 2. Natsusawa Mio (夏沢澪) 3. Saku to Subaru (朔と昴) 4. Yūjō no Kikkake (友情のきっかけ) 5. Tomodachi (友達) 6. Arigatai (有り難い) 7. Waguri-san no Arubaito (和栗さんのアルバイト) 8. Ī Hito (いい人) |

| 1. Gohōbi no Kēki (ご褒美のケーキ) 2. Waguri-san no ie (和栗さんの家) 3. Shōmei (証明) 4. Waguri Kōsuke (和栗洸介) 5. Mebaeta Kimochi (芽生えた気持ち) 6. Hachiawase (鉢合わせ) 7. Kikyō to Chidori (桔梗と千鳥) 8. Kūsō to Genjitsu (空想と現実) |

| 1. "Resolve" (覚悟, Kakugo) 2. Nitamono Dōshi (似た者同士) 3. Jūyōna Koto (重要なこと) 4. Feisu tou (フェイス・トゥ) 5. Sawatari Ayumi (沢渡亜由美) 6. Damena Hito (だめな人) 7. Akogare (憧れ) 8. Onaji (同じ) |

| 1. Mune no Uchi (胸の内) 2. Natsusawa no Kako (夏沢の過去) 3. Zenshin (前進) 4. Hisabisa no Dēto (久々のデート) 5. Aisatsu (挨拶) 6. Haha to kanojo (母と彼女) 7. Kansha (感謝) 8. Tada Tanoshiku (ただ楽しく) |

| 1. Shūgaku Ryokō (修学旅行) 2. Tabi no Omoide (旅の思い出) 3. Subaru no Tanjōbi (昴の誕生日) 4. Rintarō no Ani (凛太郎の兄) 5. Sōtarō to Rintarō (颯太朗と凛太郎) 6. Mō Daijōbu (もう大丈夫) 7. Rintarō no Kigakari (凛太郎の気がかり) 8. Chūgaku no Dōkyūsei (中学の同級生) |

| 1. Nabata Satsuki (菜畑皐月) 2. Hatsukoi to Shitsuren (初恋と失恋) 3. Mina de Karaoke (皆でカラオケ) 4. Shinro Kibō Chōsa (進路希望調査) 5. Yorita no Shōrai (依田の将来) 6. Tsutaerubeki Koto (伝えるべきこと) 7. Rintaro to Yorita (凛太郎と依田) 8. Kurisumasu Herupā (クリスマスヘルパー) |

| 1. Yorita no kako (依田の過去) 2. Imiganai (意味がない) 3. Subete ga Kaiketsu shita Nochi (全てが解決した後) 4. Hataraku Koto no imi (働くことの意味) 5. Yorita-san no Kaitō (依田さんの回答) 6. Karera no Kurisumasu (彼らのクリスマス) 7. Anata ni Totte Tokubetsuna (あなたにとって特別な) |

| 1. Jūnigatsu Nijūninichi (12月26日) 2. Kaoruko no Purezento (薫子のプレゼント) 3. Shin'nen no (新年の) 4. Sōtarō to Kaoruko (宗太郎とかおるこ) 5. Shin'nen no Shin Gakki (新年の新学期) 6. Nana-nin de Tēma Pāku (7人でテーマパーク) 7. Rintarō no Tanjōbi (凛太郎の誕生日) 8. Saku to Subaru no Benkyō-kai (朔と昴の勉強会) 9. Mae ni Susumu Yūki (前に進む勇気) |

| 1. Sorezore no Nigatsu (それぞれの2月) 2. Barentain (バレンタイン) 3. Moshi e ((模試へ) 4. Kokoro no Furukizu (心の古傷) 5. Natsusawa to Hidaka ((夏沢と飛鷹) 6. Moshi o Oete (模試を終えて) 7. Horā Eiga (ホラー映画) 8. Ano hi no Kēki-ya (あの日のケーキ屋) |

| 1. Moratte bakari (もらってばかり) 2. Mokuhyō (目標) 3. Natsusawa no howaitodē (夏沢のホワイトデー) 4. Patishie (パティシエ) 5. San-Nensei (３年生) 6. Heikina furi (平気なフリ) 7. Yowane (弱音) 8. Takoyaki pātī (たこ焼きパーティー) |

| 1. Kaoruko no chichi to rintarō (薫子の父と凛太郎) 2. San-Nen no supo-dai (３年のスポ大) 3. Yasashī hito (優しい人) 4. Kaoruko no shōrai (薫子の将来) 5. Kareshi (彼氏) 6. Sanfujinka-i (産婦人科医) 7. Sorezore no shinro (それぞれの進路) 8. Chōnan no Usami (長男の宇佐美) |

| 1. Subaru no kigakari (昴の気がかり) 2. Ichi-Gakki kimatsu shiken (1学期期末試験) 3. Mina de dōbu~tsuen e (皆で動物園へ) 4. Ichi-Nen-buri no umi (1年ぶりの海) 5. Namiutsu omoi (波打つ思い) 6. `Isei' to shite (「異性」として) 7. Koi to wa (恋とは) 8. Tokubetsuna kotoba (特別な言葉) |

#### Capítulos ainda não lançados no formatotankōbon
Esses capítulos ainda não foram publicados em um volume de tankōbon.
1. Kaoruko no heya de (薫子の部屋で)
2. Sanshamendan (三者面談)
3. Rintarō no natsuyasumi (凛太郎の夏休み)
4. Rintarō no shinro (凛太郎の進路)
5. Rifuresshu (リフレッシュ)
6. Natsusawa no shinro (夏沢の進路)
7. Ichi-Nen kinenbi (1年記念日)
8. Mensetsu (面接)
9. Kanojo (彼女)
10. Zenkoku moshi e (全国模試へ)
11. Hyōka (評価)
12. Koerubeki kabe (越えるべき壁)
13. Kyōko to Keīchirō (杏子と圭一郎)
14. Keīchirō to Kyōko (圭一郎と杏子)
15. Yasashī Aji to Amai Nioi (優しい味と甘い匂い)
16. 1-Nen-buri no Natsu Matsuri (1年ぶりの夏祭り)
17. Hibana (火花)
18. Hakkaku (発覚)
19. Tasuke (助け)

### Anime
Uma adaptação em série de televisão de anime foi anunciada durante o evento Aniplex Online Fest em 16 de setembro de 2024. A série é produzida pelo CloverWorks e dirigida por Miyuki Kuroki, com Satoshi Yamaguchi como assistente de direção, composição de Rino Yamazaki, design de personagens por Kohei Tokuoka e música por Moeki Harada. Estreou em 6 de julho de 2025 na Tokyo MX e outros canais. O tema de abertura é "Manazashi wa Hikari" (まなざしは光), interpretada por Tatsuya Kitani, ao passo que a canção de encerramento é "Hare no Hi ni" (ハレの日に), interpretada por Reira Ushio. A Netflix distribui a série globalmente, estreando junto com sua exibição semanal televisa no Japão, enquanto o lançamento mundial acontecerá em datas distintas ao longo de 2025.

#### Episódios
| N.º | Título                                                                                            | Dirigido por      | Escrito por   | Roteiro por                 | Exibição original    |
| --- | ------------------------------------------------------------------------------------------------- | ----------------- | ------------- | --------------------------- | -------------------- |
| 1 | "Rintaro and Kaoruko" Transliteração: "Rintarō to Kaoruko" (em japonês: 凛太郎と薫子)             | Miyuki Kuroki     | Rino Yamazaki | Miyuki Kuroki               | 6 de julho de 2025   |
| Rintaro Tsumugi é um estudante que frequenta a Escola Pública Chidori, uma instituição para meninos delinquentes. Situada ao lado de sua escola está a prestigiosa Academia Particular Kikyo para Meninas, cujas alunas desprezam Chidori com desdém. Rintaro também trabalha na padaria de sua família com sua mãe, Kyoko. Ele atende uma jovem que é cliente regular, embora ela logo vá embora. Rintaro descobre por Kyoko que o nome da garota é Kaoruko Waguri e teme que ele possa tê-la assustado devido à sua aparência intimidadora. No dia seguinte, Kaoruko pede para falar com Rintaro, e ela revela que eles já se conheceram antes e que ela não acha Rintaro intimidador, surpreendendo-o. Rintaro de repente encontra Kaoruko sendo assediada por um grupo de garotos que deviam uma dívida a Rintaro, e eles alegam que ela não deveria se aproximar dele. Kaoruko os acusa de conhecê-lo apenas de vista, enquanto Rintaro sai em sua defesa e assusta os garotos. Kaoruko agradece e promete visitar a padaria no futuro. Rintaro relembra o carinho de Kaoruko por ele e se pergunta sobre sua próxima visita, quando descobre, para seu choque, que Kaoruko é aluna da Kikyo. |                                                                                                   |                   |               |                             |                      |
| 2 | "Chidori and Kikyo" Transliteração: "Chidori to Kikyō" (em japonês: 千鳥と桔梗)                   | Haruka Tsuzuki    | Rino Yamazaki | Haruka Tsuzuki              | 13 de julho de 2025  |
| Rintaro ouve seus amigos Shohei Usami, Saku Natsusawa e Ayato Yorita expressarem consternação com a aversão das alunas da Kikyo por eles, o que faz com que Rintaro acredite que ele e Kaoruko se distanciarão devido às suas afiliações escolares. Depois da aula, Rintaro e um grupo de alunos do Chidori encontram Kaoruko esperando no portão da escola. Shohei ameaça Kaoruko, forçando Rintaro a acalmar a situação. Rintaro acredita que Kaoruko estava esperando por ele, o que o deixa estranhamente feliz. Saku mais tarde pergunta a Rintaro sobre seu comportamento recente, garantindo que eles o ouvirão. Rintaro se recusa a divulgar informações, decepcionando Saku. Rintaro retorna à padaria e vê Kaoruko esperando. Kaoruko confirma as suposições de Rintaro e comenta que pode conhecê-lo melhor, antes de sair com uma expressão carrancuda. Kyoko enfatiza a um Rintaro confuso que Kaoruko o vê além de sua afiliação, o que lhe dá clareza. Rintaro encontra Kaoruko no portão da Kikyo no dia seguinte, pede desculpas e promete deixar de lado seus preconceitos e aprender mais sobre Kaoruko como pessoa. |                                                                                                   |                   |               |                             |                      |
| 3 | "A Kind Person" Transliteração: "Yasashii Hito" (em japonês: 優しい人)                            | Satoshi Yamaguchi | Honoka Katō   | Satoshi Yamaguchi           | 20 de julho de 2025  |
| Rintaro e Shohei enfrentam dificuldades com as provas, então vão a uma biblioteca pública para estudar. Quando Rintaro descobre que Kaoruko não poderá ir à padaria, Shohei sai para pedir a ajuda de Saku e Ayato. Rintaro vê Kaoruko dando aulas particulares para sua colega de classe e descobre que ela é estudiosa. Rintaro mais tarde pede que Kaoruko o oriente, quando uma aluna da Kikyo de cabelos grisalhos chamada Subaru Hoshina os confronta. Subaru exige que Rintaro se afaste de Kaoruko devido à sua filiação a Chidori, enquanto Shohei retorna com Saku e Ayato. Subaru sai furiosa com Kaoruko, com Subaru e Saku trocando insultos antes de Rintaro acalmar a situação. Kaoruko então se desculpa pelo incidente anterior na Chidori, surpreendendo Subaru e os amigos de Rintaro. Subaru questiona a atitude de Kaoruko, que afirma que Rintaro e seus amigos são boas pessoas, abalando a crença de Subaru de que todos os homens são repugnantes. Kaoruko liga para Rintaro para esclarecer que Subaru é uma amiga gentil e elogia sua coragem durante a confusão. Eles decidem marcar um encontro de estudos no fim de semana e começam a conversar casualmente, o que deixa ambos perturbados. Enquanto isso, Subaru, melancólica, olha para uma foto emoldurada de infância dela e de Kaoruko, enquanto ela começa a questionar em que realmente acredita. |                                                                                                   |                   |               |                             |                      |
| 4 | "Warmth of the Heart" Transliteração: "Kokoro no Ondo" (em japonês: 心の温度)                     | Jirō Arimoto      | Rino Yamazaki | Miyuki Kuroki               | 27 de julho de 2025  |
| Rintaro e Kaoruko se encontram para a sessão de estudos, enquanto ambos ficam nervosos um com o outro. Rintaro explica a Kaoruko que quer passar nas provas para poder comparecer a um festival escolar com seus amigos. Kaoruko ressalta o quanto Rintaro os valoriza, o que a leva a explicar que o comportamento e o desdém de Subaru por homens vêm do seu passado e a agradecer a Rintaro por não julgá-la. Os dois se separam mais tarde, quando Subaru confronta Rintaro e pede para conversar. Subaru pede a Rintaro que pare de se encontrar com Kaoruko, preocupada com a segurança de Kaoruko em Kikyo. Quando Rintaro questiona por que ela se importa com Kaoruko, Subaru explica que sofreu bullying de garotos quando criança por causa de seu cabelo e que Kaoruko a defendeu, levando Subaru a protegê-la de todas as maneiras possíveis. Apesar dos apelos de Subaru, Rintaro respeitosamente recusa e vai embora, consternado com a resposta honesta de Subaru, compreensivo, porém decepcionado. Rintaro consegue passar nos exames graças à orientação de Kaoruko, o que o deixa feliz. A felicidade de Rintaro, no entanto, dura pouco quando Saku encontra um bilhete escrito por Kaoruko no caderno de Rintaro, chocando a todos e enfurecendo Saku. |                                                                                                   |                   |               |                             |                      |
| 5 | "A Premonition of the Beginning" Transliteração: "Hajimari no Yokan" (em japonês: はじまりの予感) | Ryosuke Oka       | Rino Yamazaki | Miyuki Kuroki e Ryosuke Oka | 3 de agosto de 2025  |
| Saku confronta Rintaro sobre sua conexão com Kaoruko, mas Rintaro se recusa a dar mais detalhes. Rintaro mais tarde agradece a Kaoruko por sua ajuda, embora fique consternado depois que Kaoruko lhe diz para se divertir no festival. Rintaro se distancia de Saku, preocupando Shohei e Ayato. Os dois alcançam Saku e ouvem seus medos de que Rintaro não confie neles. Shohei responde que Rintaro os ajuda sem saber, e Ayato acrescenta que Rintaro estava expressando seus sentimentos genuínos ao se recusar a dar mais detalhes, garantindo a Saku que se abrirá a tempo, embora Saku permaneça cético. Rintaro mais tarde ajuda na padaria, onde Kyoko descobre que ele passou nas provas. Kaoruko os visita para comprar doces e parabeniza Rintaro. Vendo a tristeza de Rintaro, no entanto, Kaoruko o anima para se sentir melhor. Rintaro reflete sobre o carinho de Kaoruko enquanto comemora com Kyoko. Kyoko compartilha sua gratidão pela recente conquista de Rintaro, contando como ele enfrentou dificuldades na infância. Kyoko também percebe que Rintaro vem mudando positivamente, para sua felicidade. Mais tarde, Kaoruko se encontra com Subaru em um parquinho onde costumavam brincar, e Subaru revela que conversou com Rintaro. |                                                                                                   |                   |               |                             |                      |
| 6 | "Self-Loathing / I Love You!" Transliteração: "Daikirai / Daisuki" (em japonês: 大嫌い / 大好き)  | Makoto Katō       | Rino Yamazaki | Makoto Katō                 | 10 de agosto de 2025 |
| Subaru reflete sobre o comportamento atencioso de Kaoruko, comentando que ela deseja ser como ela enquanto conversa com Kaoruko sobre seu encontro com Rintaro. Subaru expressa culpa por tentar romper a amizade entre Kaoruko e Rintaro, apenas para Kaoruko se desculpar por preocupá-la. Subaru relembra como ela foi consumida pela ansiedade e chora, acreditando que ela só atrapalha Kaoruko. Apesar disso, Kaoruko reitera que é uma amiga gentil, acrescentando que sempre esteve ao seu lado desde a infância e a ama. Depois que Kaoruko afirma que ainda quer ver Rintaro, Subaru pergunta se ela gosta dele, o que Kaoruko confirma. Sentindo-se relaxada, Subaru compartilha a resposta de Rintaro de ainda querer ver Kaoruko, deixando-a perturbada. Enquanto os dois caminham para casa, Kaoruko recebe uma mensagem de Rintaro pedindo para se encontrar com Subaru. No dia seguinte, Rintaro e Subaru conversam, e Rintaro pergunta como ele deveria se encontrar com Kaoruko no futuro. Subaru, percebendo o carinho de Rintaro por ela e Kaoruko, garante que resolveu a situação com Kaoruko e que eles podem se encontrar longe da escola. Subaru então pergunta a Rintaro se eles podem ser amigos, surpreendendo Rintaro. |                                                                                                   |                   |               |                             |                      |

## Recepção
Kaoru Hana wa Rin to Saku foi indicada ao Next Manga Awards de 2022 na categoria web e ficou em sexto lugar entre cinquenta indicados. A série também foi indicada ao Tsutaya Comic Awards e ficou em segundo lugar. Ficou em sétimo lugar na lista de quadrinhos recomendados pelos funcionários de livrarias japonesas em 2023. A série foi indicada ao 47.º Kodansha Manga Award na categoria shōnen em 2023; também foi indicada na mesma categoria para a 48.ª edição em 2024 e para a 49.ª edição em 2025.

Até março de 2025, a série já possuía mais de 4.3 milhões de cópias em circulação.